# Karl Ullrich
Karl Ullrich (1 de diciembre de 1910 - 8 de mayo de 1996) fue el último comandante de la División SS Wiking en las Waffen-SS durante la Segunda Guerra Mundial. Después de la guerra fue autor de un relato sobre la División SS Totenkopf.

## Primeros años
Nacido el 1 de diciembre de 1910 en Saargemünd, Alemania, que pasaría a formar parte de Francia después de la I Guerra Mundial. Aprendiz de una firma de ingeniería y de una firma eléctrica antes de asistir a una escuela técnica para estudiar ingeniería, se cualificó como ingeniero mecánico en 1933.
Ullrich se unió al Reichswehr brevemente en 1933 antes de unirse al SS-Verfügungstruppe en 1934. Se convirtió en suboficial ese año, y al año siguiente fue seleccionado para entrenamiento de oficiales. En 1936 fue comisionado como SS-Untersturmführer y procedió en la Escuela de Ingenieros del Ejército debido a sus antecedentes. Antes del estallido de la guerra, Ullrich tomó parte en las ocupaciones de Austria y de los Sudetes así como fue promovido a SS-Hauptsturmführer.

## Segunda Guerra Mundial
Liderando su compañía de ingenieros tanto en la campaña polaca como en la campaña occidental, consiguió la Cruz de Hierro de segunda y primera clase en rápida sucesión. Permaneciendo con su unidad en la campaña griega, en mayo de 1941 fue transferido a la División SS Totenkopf, donde tomó el mando del 3.º batallón de ingenieros.
A principios de 1942, la división se vio atrapada en la bolsa de Demyansk. Ullrich comandó un grupo de batalla que sostenía un puente sobre el río Lovat consiguiendo la Cruz de Caballero por mantener la posición a pesar de estar rodeado. Tras salir de la bolsa, fue nombrado comandante de Ingenieros del SS-Panzerkorps, una posición que mantuvo durante las batallas de invierno de 1942-1943 en el área alrededor de Járkov, después de los cual solicitó retornar a la Totenkopf, dándole el mando del Regimiento de Granaderos Panzer SS N.º 5 "Thule" a tiempo para el periodo previa a la batalla de Kursk. Promovido de nuevo hacia finales de 1943 y nombrado comandante del Regimiento de Granaderos Panzer SS N.º 6 "Theodor Eicke", la unidad luchó en las batallas de 1943-1944 siendo obligada a retroceder constantemente. En marzo de 1944, los soviéticos lograron abrirse paso a través de las líneas, Ullrich reunió todas las tropas disponibles y luchó contra el ataque, deteniendo el avance, ganando en el proceso las Hojas de Roble para su Cruz de Hierro.
Se le dio el mando de la División SS Wiking en octubre de 1944 luchando en torno a Varsovia antes de ser trasladado a Hungría en diciembre, en un intento de relevar la 8.ª División de Caballería SS "Florian Geyer" y la 22.ª División de Caballería de Voluntarios SS "María Teresa". Después del fracaso de aliviar Budapest, la división tomó parte en la batalla en torno al Lago Balaton como parte del 6.º Ejército Panzer. El 6.º Ejército Panzer después se retiró al oeste hacia Austria en una acción de retaguardia. Poco antes del fin de la guerra fue promovido a Oberführer y se rindió a los estadounidenses en mayo de 1945.

## Postguerra
Después de tres años en cautiverio estadounidense, Ullrich fue liberado. Falleció el 8 de mayo de 1996 en Bad Reichenhall, Alemania.
Después de la guerra, Ullrich escribió el libro Like a Cliff in the Ocean: A History of the 3. SS-Panzer-Division "Totenkopf" en el que proclamaba que solo un solo miembro de la división Totenkopf había cometido un crimen de guerra.

## Obras
- Karl Ullrich (2002): Like a Cliff in the Ocean, J.J. Fedorowicz Publishing, ISBN 0-921991-69-X

## Condecoraciones
- Cruz de Hierro (1939) 2ª Clase (18 de mayo de 1940) & 1ª Clase (1 de julio de 1940)[2]
- Cruz de Caballero de la Cruz de Hierro con Hojas de Roble
  - Cruz de Caballero el 29 de febrero de 1942 como SS-Sturmbannführer y comandante del SS-Pionier-Bataillon 3 "Totenkopf"[3]
  - 480ª Hojas de Roble el 14 de mayo de 1944 como SS-Obersturmbannführer y comandante del SS-Panzergrenadier-Regiment 6 "Theodor Eicke"[3]